# Saretschnoje (Kaliningrad, Krasnosnamensk)
Saretschnoje (russisch Заречное, deutsch Tulpeningken, 1938 bis 1945 Tulpeningen, auch: Woitekaten, 1938 bis 1945 Ostfurt, litauisch Tulpininkai, auch: Vaitikaičiai) ist ein Ort in der russischen Oblast Kaliningrad. Er besteht aus zwei ursprünglich eigenständigen Ortschaften und gehört zur kommunalen Selbstverwaltungseinheit Munizipalkreis Krasnosnamensk im Rajon Krasnosnamensk.

## Geographische Lage
Saretschnoje mit seinen beiden Ortsteilen liegt am Nordufer der Scheschuppe (1939 bis 1945: Ostfluß, litauisch: Šešupė, russisch: Шешупе) an der Kommunalstraße 27K-104, die von der Rajonsstadt Krasnosnamensk (Lasdehnen/Haselberg)  nach Pogranitschny (Schillehnen/Waldheide) führt. Bis nach Krasnosnamensk sind es sechs Kilometer, bis zur ehemaligen Kreisstadt Dobrowolsk (Pillkallen/Schloßberg) sind es 22 Kilometer. Zwischen 1902 und 1944 war Lasdehnen (Haselberg) die nächste Bahnstation und Endpunkt der von Pillkallen kommenden Bahnstrecke der Pillkaller Kleinbahn.

## Geschichte

### Tulpeningken (Tulpeningen)

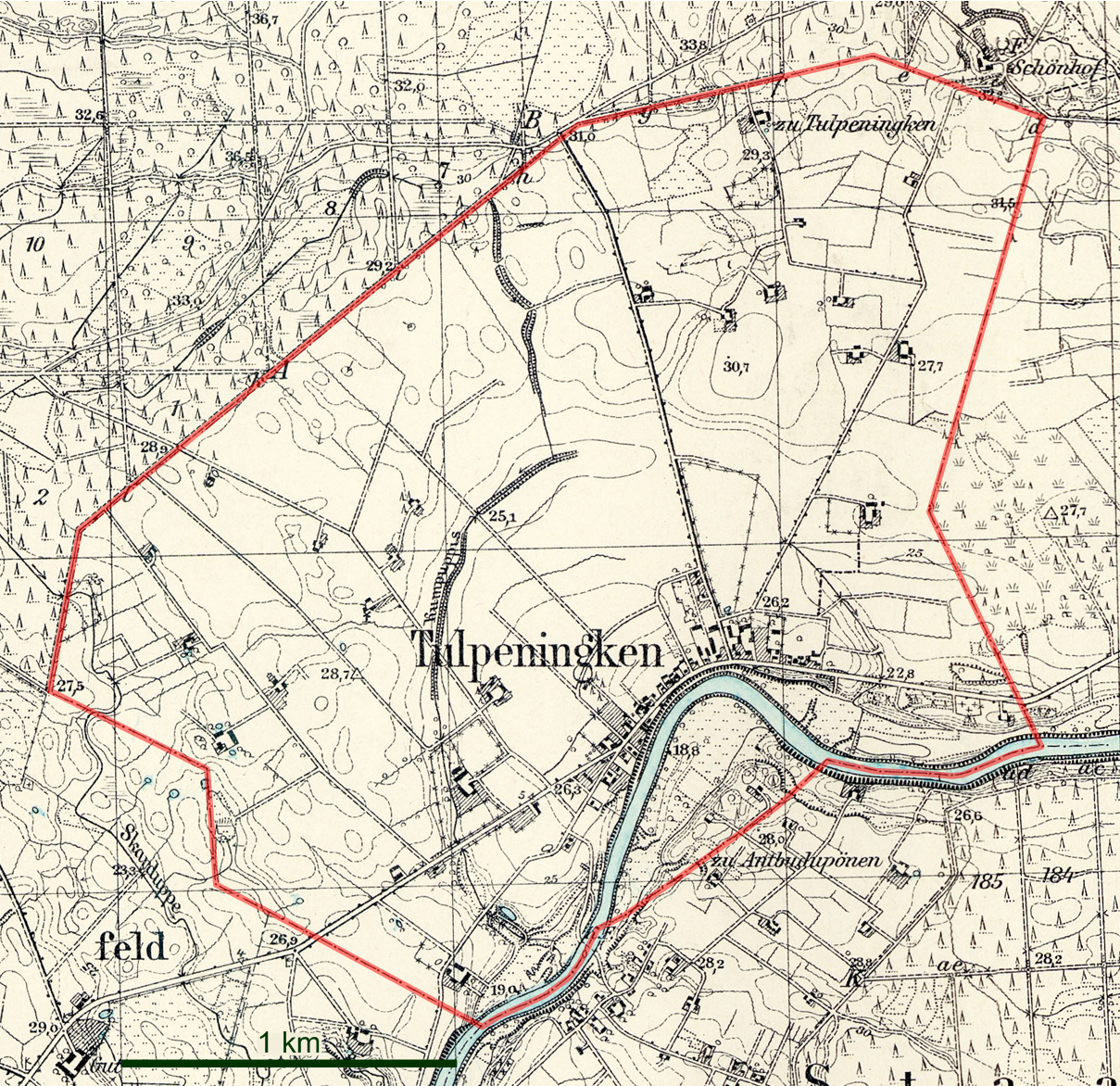
Die Gemeinde Tulpeningken auf einem Messtischblatt von 1936

Tulpenincken war um 1780 ein königliches Bauerndorf. 1874 wurde die Landgemeinde Tulpeningken in den neu gebildeten Amtsbezirk Jucknaten im Kreis Pillkallen eingegliedert. 1938 wurde Tulpeningken in Tulpeningen umbenannt.

#### Einwohnerentwicklung
| Jahr | Einwohner | Bemerkungen                  |
| ---- | --------- | ---------------------------- |
| 1867 | 271       |                              |
| 1871 | 257       |                              |
| 1885 | 310       |                              |
| 1905 | 449       | davon 196 litauischsprachige |
| 1910 | 424       |                              |
| 1933 | 420       |                              |
| 1939 | 384       |                              |

### Woitekaten (Ostfurt)

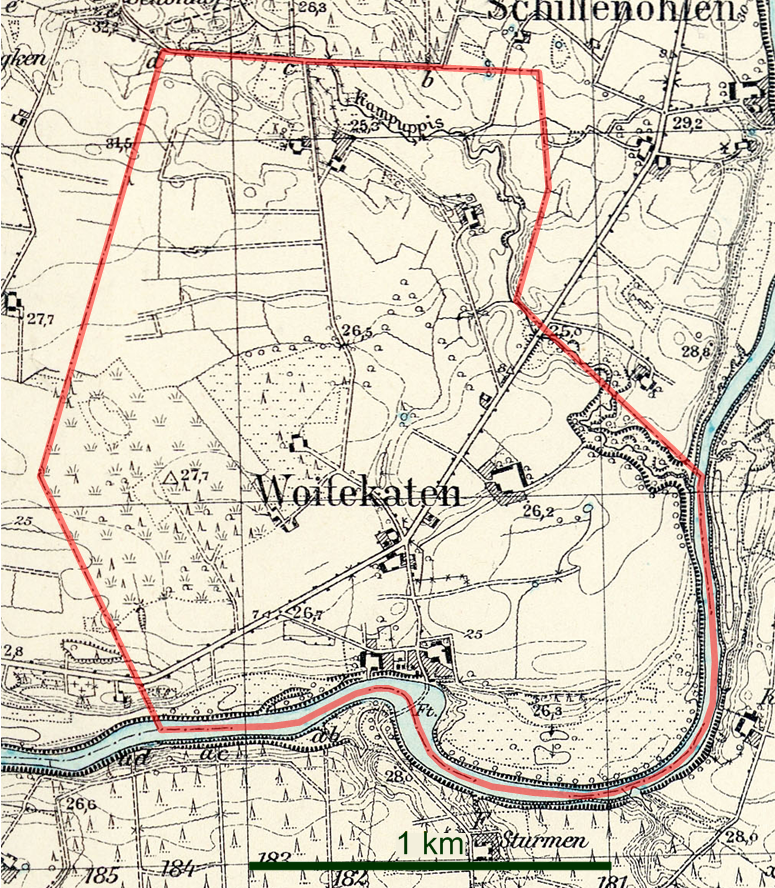
Die Gemeinde Woitekaten auf einem Messtischblatt von 1936

Das nordöstlich von Tulpeningken gelegene kleinere Woitkathen wurde bereits 1625 erwähnt und war ebenfalls ein königliches Bauerndorf. 1874 wurde auch die Landgemeinde Woitekaten dem Amtsbezirk Jucknaten zugeordnet. Woitekaten wurde 1938 in Ostfurt umbenannt.

#### Einwohnerentwicklung
| Jahr | Einwohner | Bemerkungen                 |
| ---- | --------- | --------------------------- |
| 1867 | 104       |                             |
| 1871 | 96        |                             |
| 1885 | 74        |                             |
| 1905 | 103       | davon 46 litauischsprachige |
| 1910 | 107       |                             |
| 1933 | 149       |                             |
| 1939 | 134       |                             |

### Saretschnoje
Die beiden ostpreußischen Dörfer Tulpeningken (Tulpeningen) und Woitekaten (Ostfurt) kamen in Folge des Zweiten Weltkrieges zur Sowjetunion und wurden im Jahr 1950 unter der russischen Bezeichnung Saretschnoje (sa = an, retschnoi = Fluss-) zusammengefasst und dem Dorfsowjet Nemanski selski Sowet im Rajon Krasnosnamensk zugeordnet. Später (vor 1975) gelangte Saretschnoje in den Chlebnikowski selski Sowet. Von 2008 bis 2015 gehörte der Ort zur Landgemeinde Alexejewskoje selskoje posselenije, von 2016 bis 2021 zum Stadtkreis Krasnosnamensk und seither zum Munizipalkreis Krasnosnamensk.

#### Einwohnerentwicklung
| Jahr | Einwohner |
| ---- | --------- |
| 1984 | ~ 230     |
| 2002 | 277       |
| 2010 | 288       |
| 2021 | 247       |

## Kirche
Fast ausnahmslos waren die Einwohner Tulpeningkens resp. Tulpeningens und Woitekatens resp. Ostfurts evangelischer Konfession. So waren die Orte in das Kirchspiel der Kirche Lasdehnen eingepfarrt, die zum Kirchenkreis Pillkallen (Schloßberg) in der Kirchenprovinz Ostpreußen der Kirche der Altpreußischen Union gehörte. Heute liegt Saretschnoje im weitflächigen Einzugsbereich der evangelisch-lutherischen Gemeinde in Sabrodino innerhalb der Propstei Kaliningrad der Evangelisch-lutherischen Kirche Europäisches Russland.